# Gergoviai csata

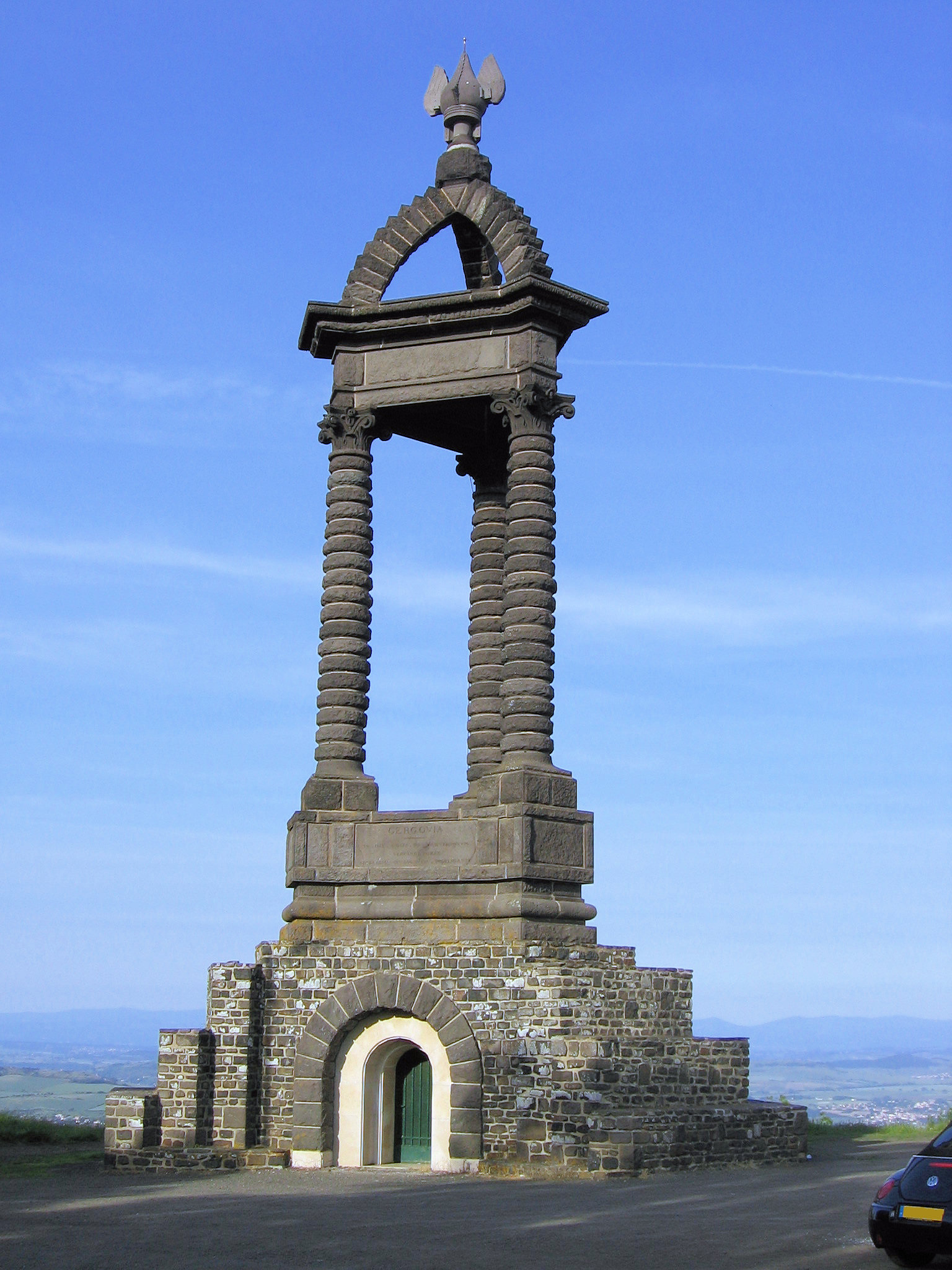
Emlékmű a csata feltételezett helyszínén

A gergoviai csatát Kr. e. 52-ben vívták a gall Vercingetorix lázadó erői és a Római Köztársaság csapatai. Ez volt a gall háború egyetlen csatája, amelyet Julius Caesar, Róma későbbi ura elveszített.
Gergovia az arvernusok, az egyik legerősebb gall törzs legfontosabb, megerősített városa volt egy hegy tetején a mai Auvergne-ben, a mai Puy-de-Dôme közelében. Valamikori falainak és földerődítményeinek maradványai máig láthatók.

## Előzményei
Caesar Avaricum meghódítása után fordult hat légiójával Gergovia ellen. Meglepetésére a haeduusok, Róma korábbi szövetségesei a gall törzseket egyesítő Vercingetorix oldalára álltak.
Caesarral egyidőben Vercingetorix hadai is megindultak. Megsemmisítettek minden hidat az Allier folyón, hogy Caesar ne tudjon átkelni, Caesar azonban elrejtett két légiót egy erdőben, akik helyreállítottak egy hidat. A római sereg átkelt, és ötnapos menetelés után megérkezett Gergovia alá. 

## Az ostrom kezdete

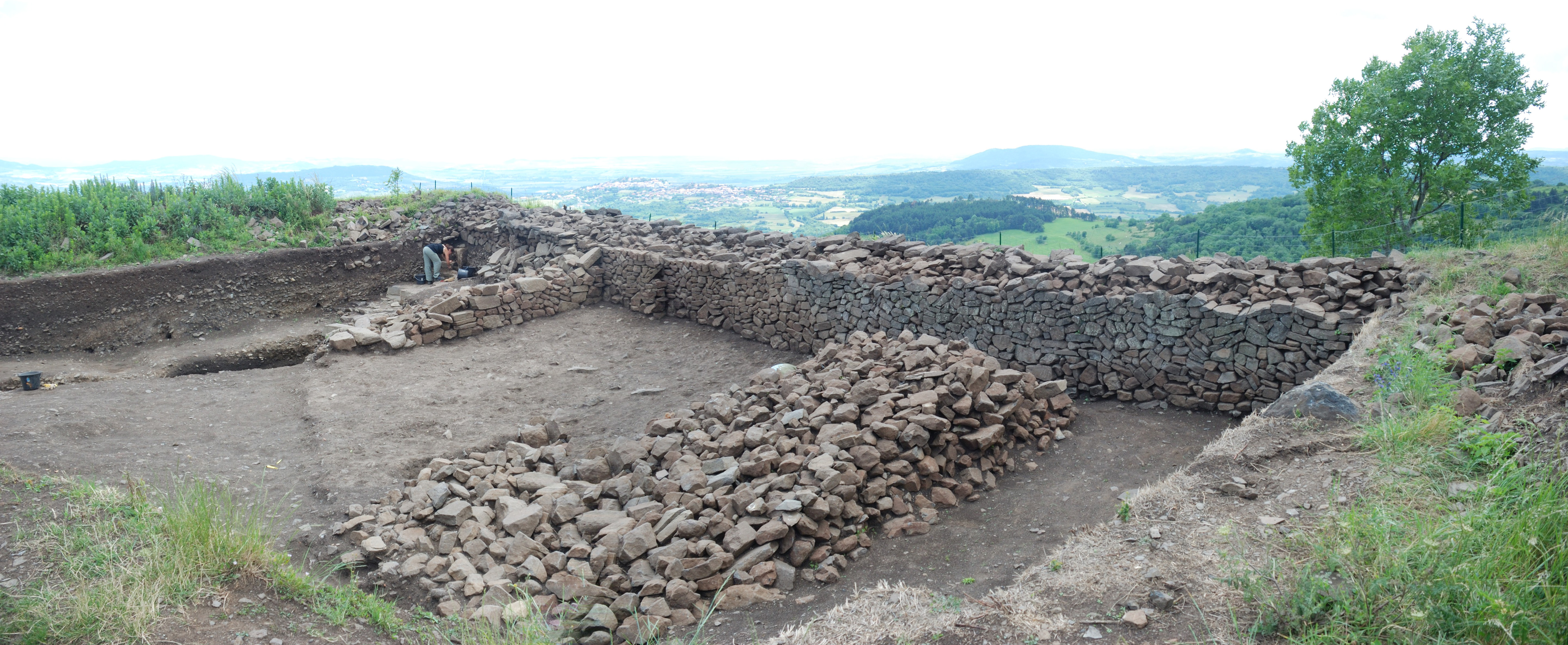
Oppidum maradványa Gergoviában

A rómaiak visszaszorították a gall lovasságot. Vercingetorix kedvező pozícióban helyezte el seregét, de Caesar észrevette, hogy a várhegyhez csatlakozó egyik dombot a gallok alig védték. Éjszaka két légió megszállta a magaslatot és megerősített pozíciókat épített ki. Caesar nem akart kockázatos frontális támadást indítani, ostromra és a gallok kiéheztetésére készült. Tábora és az elfoglalt magaslat közt mély dupla árkot ásatott.

## Harc a felmentő csapatokkal
De mielőtt még befejezhette volna Gergovia bekerítését, tervét összezavarta a haeduusok érkezése, akiket egy Litavicus nevű vezér azzal a hamis hírrel tüzelt fel, hogy a rómaiaknak előzőleg adott túszaikat legyilkolták.
Caesar két légiót hagyott az ostromművek védelmére Gaius Fabius vezetése alatt, és négy légióval megindult a haeduusok elé. Látva a fenyegetést, a haeduusok ismét behódoltak, Litavicus pedig Vercingetorixhoz menekült.
Miközben Caesar a haeduusokkal foglalkozott, hírt kapott, hogy a mintegy negyven kilométerre lévő Gergoviánál hagyott légiókat hevesen támadja az ellenség. Caesar megmutatta félelmetes gyorsaságát, és egy éjszakai menettel ismét Gergovia alatt termett Fabius felmentésére.

## Sikertelen ostrom
A gallok közben még jobb pozíciókat vettek fel a vár tövében, hogy megelőzzék a bekerítést. Hogy kicsalogassa őket, Caesar hátrébb vont egy légiót, majd amikor a gallok kimozdultak magaslati pozícióikból, fő erőivel támadást indított, sikerrel. A döntő rohamhoz ekkor visszarendelte erőit, hogy újrarendezze őket, azokhoz azonban nem jutott el az utasítás, és megtámadták a várfalakat, megfeledkezve a veszélyről.
A gall főerők, amelyek a csaléteknek küldött légió ellen indultak, akkorra visszatértek korábbi állásaikba és újra leszorították a rómaiakat a hegyről. A híres 10. légió és a 13. egy része a sík terepen csatarendbe sorakozott, hogy megállítsa az ostromlókat üldöző gallokat, de Vercingetorix nem akart számára kedvezőtlenebb terepen csatába bocsátkozni, és visszarendelte embereit.
Ebben az egyetlen rohamban a rómaiak 700 közkatonát és 40 centuriót vesztettek.
Másnap a római hadsorok ismét felsorakoztak, de nem sikerült csatába csalogatni a gallokat. Caesar, akinek seregei eközben más törzsek ellen is hadakozni kényszerültek a régióban, hidat építtetett az Allier folyón, és visszavonult a helyzetből, amely könnyen veszélyessé fordulhatott volna a számára.

## Következményei
Az alesiai csatában végül Caesarnak sikerült megsemmisítenie a lázadók főerőit.
A meghódított Gergovia lakosságát a győztes rómaiak kitelepítették, a néhány kilométernyire épített Augustonemetumba (a mai Clermont-Ferrand). 